# Patrício da Silva

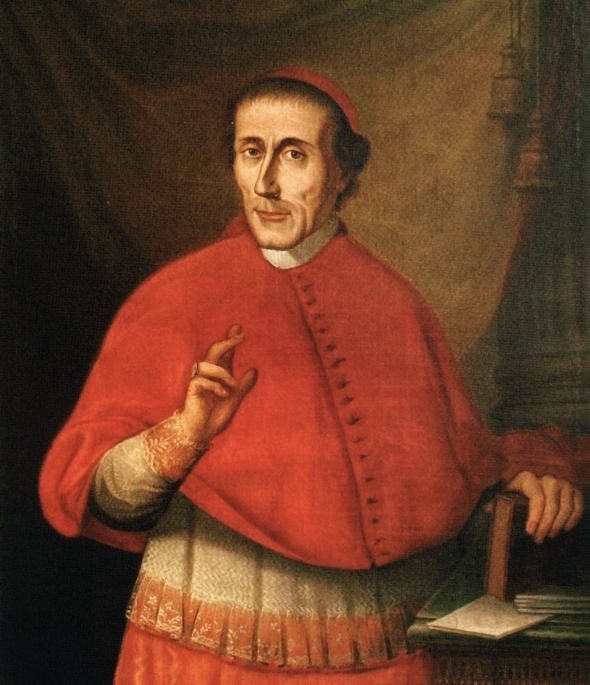
Patriarch Patrício da Silva

Patriarchenwappen

Patrício da Silva OESA (* 15. September oder 5. Oktober 1756 in Pinheiros, Gemeinde Marrazes, Kreis Leiria, Portugal; † 3. Januar 1840 in Lissabon, Portugal) war ein portugiesischer Bischof und Kardinal. Von 1826 bis zu seinem Tod war er Patriarch von Lissabon.

## Leben
Da Silva wurde am 21. Dezember 1780 für die Augustinereremiten zum Priester geweiht. Er war Arzt und Dozent an der Universität Coimbra und Mitglied der renommierten Akademie der Wissenschaften in Lissabon.
1818 wurde er zum Bischof von Castelo Branco ernannt, trat sein Amt jedoch nicht an, da er am 3. Mai 1819 von König Johann VI. zum Erzbischof von Évora erwählt wurde. Am 21. Februar 1820 wurde diese Wahl von Papst Pius VII. bestätigt. José António Pinto de Mendonça Arrais, Bischof von Guarda, weihte ihn am 30. April 1820 zum Bischof. Von April 1824 bis Januar 1825 war Patrício da Silva Minister für Justiz und kirchliche Angelegenheiten im Königreich Portugal.
Papst Leo XII. kreierte ihn am 27. September 1824 zum Kardinalpriester. Ihm wurde aber niemals eine Titelkirche zugeteilt. Am 2. Januar 1826 erwählte Johann VI. ihn zum Patriarchen von Lissabon und am 13. März 1826 erfolgte die päpstliche Bestätigung. Am 6. April 1826 ernannte ihn König Johann VI. zum Mitglied des Regierungsrates, der nach seinem (vier Tage später eintretenden) Tod die Regierungsgeschäfte führen sollte. Kardinal da Silva taufte am 16. September 1837 auch den zukünftigen König Peter V. von Portugal nach dem alten Ritual der königlichen Taufen. An den Konklaven 1829 sowie 1830–1831 nahm er nicht teil.
Patrício da Silva starb Anfang 1840 und ist in der Kirche São Vicente da Fora in Lissabon beigesetzt.